# 安庆博物馆
安庆博物馆是位于中华人民共和国安徽省安庆市迎江区的一座博物馆，前身是安庆市阶级教育展览馆。安庆博物馆建立于1978年，建筑面积为4.25万平方米，展览面积为1.34万平方米；其与安徽中国黄梅戏博物馆（2009年）、安庆市革命文物陈列馆暨黄镇生平事迹陈列馆（1993年）为“一个机构三块牌子”。
安庆博物馆（安徽中国黄梅戏博物馆、安庆市革命文物陈列馆）为2024年5月核定的第五批国家一级博物馆。